# McGuff Companies
Companiile McGuff sunt formate din trei entități: un distribuitor en-gros de produse medicale, o farmacie de compounding și o unitate de producție farmaceutică care produce injectabile sterile pentru distribuție națională și internațională. Companiile McGuff au fost prezentate în International Journal of Pharmaceutical Compounding (IJPC).

## Structura corporativă

### McGuff Company, Inc. (MCI)
The McGuff Company, Inc. este un distribuitor en-gros de produse medicale și farmaceutice, precum și de suplimente nutriționale orale. Fondată în 1972 și încorporată în 1984, compania a oferit inițial o gamă completă de produse medicale de unică folosință și s-a specializat în parenterale, de la vaccinuri la vitamina B12.
În calitate de distribuitor acreditat VAWD, The McGuff Company a fost auditat independent pentru a verifica conformitatea cu legile statale și federale, revizuit și auditat pentru a îndeplini cerințele VAWD.

### McGuff Compounding Pharmacy (CPS)
McGuff Compounding Pharmacy Services, Inc. Una dintre primele farmacii din California care a obținut Sigiliul de acreditare PCAB, McGuff este o farmacie ISO de ultimă generație. Operează un site de farmacie online securizat pentru clienții actuali. CPS compune o varietate de medicamente, inclusiv injecții sterile, trohe, capsule, creme, supozitoare, geluri, soluții și suspensii.

McGuff Compounding Pharmacy operează conform standardelor de proces ale Farmacopeei Statelor Unite (USP) Capitolele Generale <797> Compounding farmaceutic - Preparate sterile și <795> Compounding farmaceutic - Preparate non-sterile și Capitolul general <1075> Bune practici de compounding.

### McGuff Pharmaceuticals, Inc. (MPI)
Înființată în 2002, McGuff Pharmaceuticals, Inc. este un producător de medicamente sterile injectabile cGMP revizuit de FDA. MPI are birouri în Statele Unite și Canada și dezvoltă medicamente pentru studii clinice.

## Calificări
Calificările McGuff CPS și McGuff Pharmaceuticals
1. Studiu clinic: Universitatea California, Los Angeles (UCLA); Universitatea California, Irvine (UCI); Centrul Medical Memorial Long Beach și alții [9]
2. Certificate: Standardul Național American; ISO 9001:2000 Sisteme de calitate-Model pentru asigurarea calității.[10]
3. Inspecții: Consiliul de Farmacie al Statului California, Administrația pentru Alimente și Medicamente a SUA (FDA)